# Erik Satie
Éric-Alfred-Leslie Satie (Honfleur, 1866. május 17. – Párizs, 1925. július 1.) francia zeneszerző és zongorista.

## Élete és művei

### A korai évek

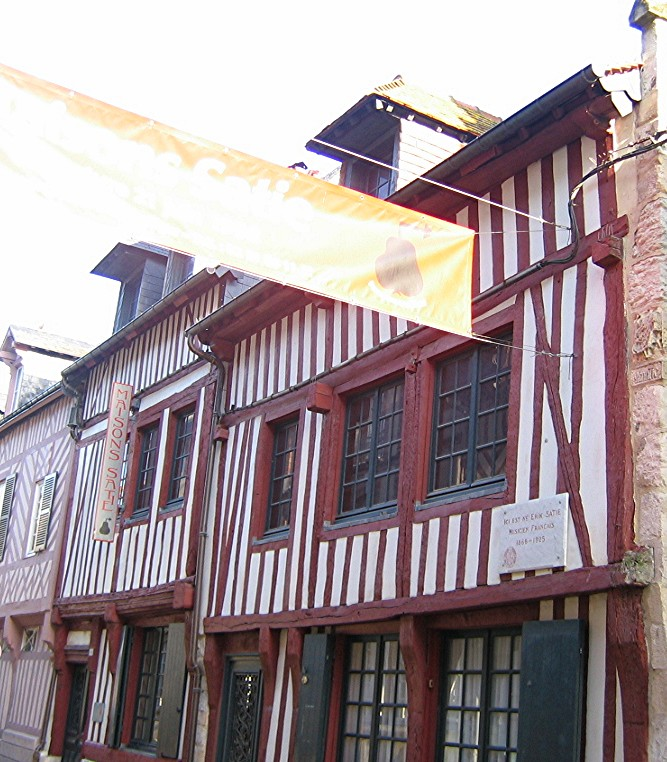
Egykori lakóháza Honfleurben ma múzeum

Erik Satie négyéves korában az alsó-normandiai Honfleur városkából Párizsba költözött a családjával, mert édesapja, Alfred Satie a fővárosban kapott fordítói állást. 1872-ben anyja, Jane Leslie Anton halála után öccsével, Conraddal visszaköltöztek Honfleurbe az apai nagyszülőkhöz. Erik ott kapta az első zeneórákat a helyi orgonistától. Miután 1878-ban nagyanyja elhunyt, öccsével ismét apjukhoz kerültek, aki kicsivel később feleségül vett egy zongoratanárnőt. Az 1880-as évek elejétől az apa szalonzenei művek kiadásából élt, amelyeket – többek közt – maga, illetve felesége írt.
1879-ben Satie-t felvették a párizsi Konzervatóriumba, de hamarosan tehetségtelenként könyvelték el a tanárai. Hazaküldése után két és fél évvel, 1885 végén vették vissza a Conservatoire-ba, de nem tudott a korábbinál kedvezőbb elbírálást elérni a tanárainál, így egy év múlva katonai szolgálatba szegődött. Ez nem tartott túl soká, néhány hét múlva némi csalással megszabadult a hadseregtől.

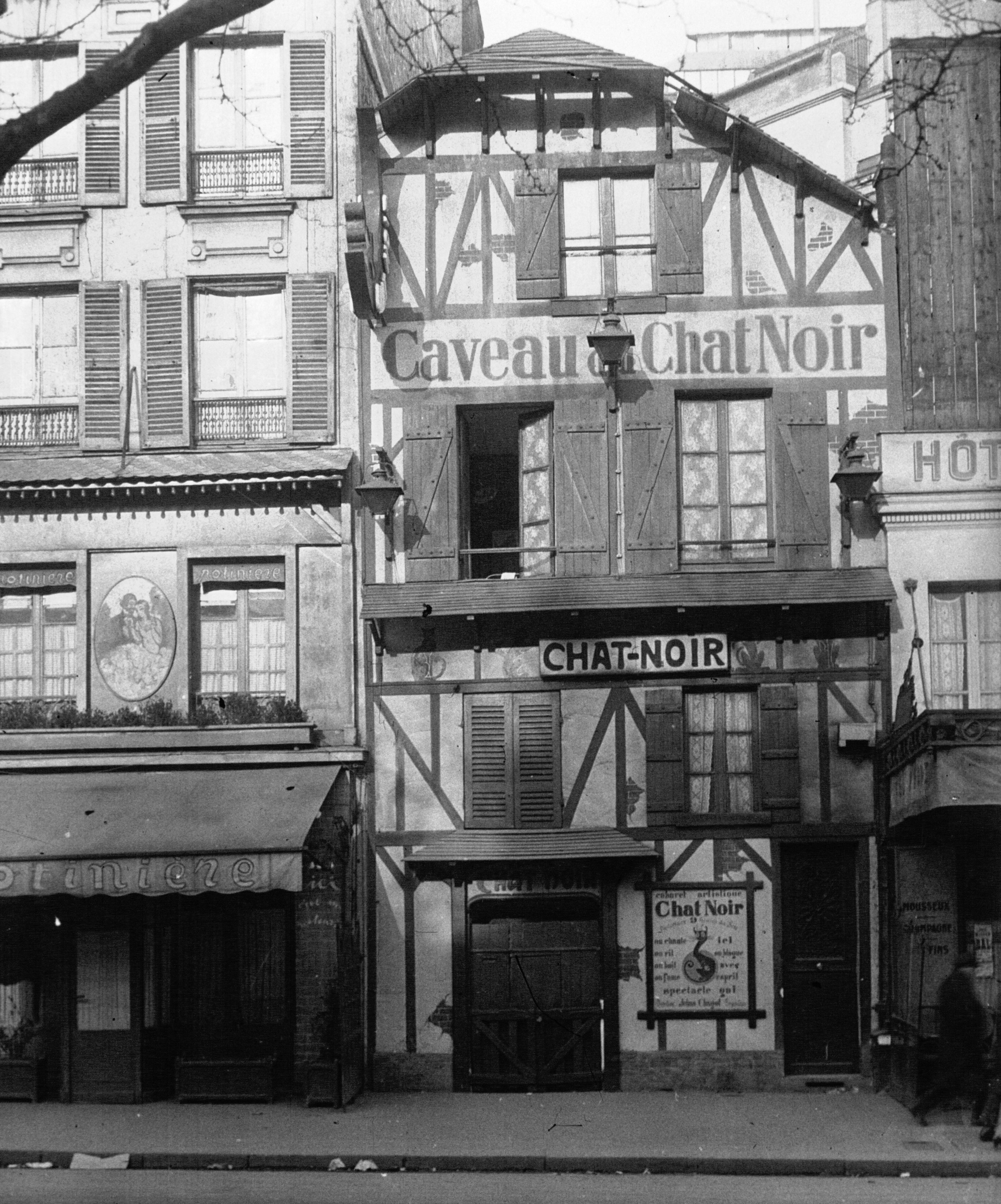
Chat noir, 1929

Nevét első szerzeményeitől, 1884-től Erikként használta.
1887-ben elköltözött otthonról, és kivett egy lakást a Montmartre-on. Itt kezdődött hosszan tartó barátsága a párizsi művészvilág olyan ismert alakjaival, mint Stéphane Mallarmé vagy Paul Verlaine. Ekkortájt jelentek meg apja kiadásában az első szerzeményei. Gyorsan beilleszkedett a Le Chat Noir (a Fekete Macska) Café kabaré művészközösségébe, és megkezdte a Gymnopédies kiadását, amelyet hasonló jellegű művek (Ogives, Gnossiennes stb.) követtek. 1890-ben kisebb lakásba költözött, a rue Cortot N° 6 alá, és mind több időt töltött a Le Chat Noirban, ahol barátságot kötött Claude Debussyvel is. 1891-re mindketten a Sâr Joséphin Péladan vezette A Templom és a Grál Katolikus Rózsakeresztes Rendje tagjai. Satie a Rend hivatalos zeneszerzője és kapellmeistere lett, aminek a „Salut Drapeau!”, „Le Fils des étoiles” és „Sonneries de la Rose+Croix” műveit köszönhetjük.
1892 közepére megszülettek a maga alkotta zeneszerzői módszertan első darabjai („Fête donnée par des Chevaliers Normands en l’Honneur d’une jeune Demoiselle”), kísérőzenét írt egy pikareszk, ezoterikus darabhoz (a két „Préludes du Nazaréen”), útjára bocsátotta az első álhírét (a „Le Bâtard de Tristan” című anti-wagneriánus, valószínűleg soha meg nem írt darabjának premierjéről).
Szakított Péladannal, s az őszt már az Uspud projektben, a „keresztény balettben” kezdte, együttműködve Contamine de Latourral. A „Chat Noir” és a Miguel Utrillo-féle „Auberge du Clou” törzsközönségének biztatására egy promóciós kiadványt készített, amely egy új ezoterikus szekta szórólapjának tűnhet.

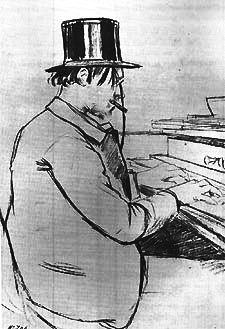
Erik Satie a párizsi Chat Noirban; Santiago Rusiñol rajza, 1891

1893 elején Satie szerelmi kapcsolatba került Miguel Utrillo régi művészbarátjával, Suzanne Valadonnal, az egykori artistával, festőmodellel, később festőművésszel (1865–1938). Valadon nemsokára Satie mellé költözött a Rue Cortot-ra. A szerelmes bohém az első együtt töltött éjszaka után megkérte Valadon kezét. Szenvedélyes feljegyzéseket írt az ő kis „Biqui”-jéről, „lényének egészéről, gyönyörű szeméről, finom kezéről és pici lábairól”, de sosem házasodtak össze. Valadon megfestette Satie portréját, neki ajándékozta, majd fél év után lelépett, összetört szívet hagyva maga mögött. Kapcsolatuk idején írta Satie a „Danses Gothiques”-ot, egyfajta imádságként a lelki békéje visszanyeréséért. Úgy tűnik, Valadon volt a művész egész életének egyetlen szerelme…
Satie ez évben ismerte meg Maurice Ravelt. Zenéjének hatása megfigyelhető a fiatal Ravel első műveiben.
E korszakának egyik szerzeménye, a „Vexations” – a mindössze háromsoros kottalap, melyet 840-szer kell elismételni – haláláig publikálatlan maradt. Az év vége felé megalapította a „Église Métropolitaine d’Art de Jésus Conducteur”-t, „az Útmutató Jézus Nagyvárosi Egyházát”, melynek egyetlen tagjaként, a „Parcier et Maître de Chapelle” szerepében nekikezdett a „Grande Messe” (Nagy mise) darabjának, amely később „Messe des Pauvres” (Szegények miséje) néven vált ismertté, továbbá számtalan levelet, újságcikket és brosúrát jelentetett meg, amelyekben vallási és művészeti témákban való jártasságát fitogtatta. (Például kétszer is pályázott az Académie Française – amelynek elnöke akkoriban Camille Saint-Saëns volt – tagságára, a jelentkezésében kétséget sem hagyva afelől, hogy ezzel „tartozik” neki az intézmény.) A történtek következményeként a kormányzat kulturális intézményeivel való minden kapcsolata zátonyra futott.
1895-ben örökölt némi pénzt, ami lehetővé tette néhány művének nyomtatott kiadását, illetve sikerült egyházfi jellegű megjelenését „bársonyos úriemberére” cserélnie.

### Arcueil, kabaré, Schola Cantorum
1896 közepére pénze elfogyott, és kisebb lakásba kellett költöznie, először a Cortot utcában egy szekrénynél alig nagyobb szobát bérelt, majd két évvel később (a „Pièces froides” 1897-es megírása után) Arcueilbe költözött; ez Párizs külvárosa jó tíz kilométerre a centrumtól, Île-de-France Val-de-Marne kerületében.
Ez idő tájt felújította a kapcsolatát Conrad öccsével, számos gyakorlati és anyagi okból, de közben felfedve legbensőbb érzéseit. Az öccsének írt levelekből például kiderül, hogy felhagyott mindenféle vallási eszmével, amelyekkel aztán élete végéig nem is foglalkozott többé.
1898–99 telétől vált napi szokásává, hogy külvárosi otthonából besétált a Montmartre-ra vagy a Montparnasse-ra, majd este vissza. 1899-től kabarézongoristaként élt meg, száznál is több szerzeményt írva át zongorára – közéjük a sajátjait is becsempészve. Később e darabokat silánynak minősítve elutasította, bár némi vidámságot megőrzött belőlük az 1920-as „Belle excentrique”-ben – ekkoriban viszont a megélhetését biztosították.
Csak néhány általa is komolyan vett darabja maradt meg e korszakából: a „Paprikajancsi”, amelyet Jules Dépaquit pantomimjára írt (Satie „bohóckodásnak” nevezte), a „Geneviève de Brabant” egy komoly témára írt komolytalan opera (árnyjáték), amely szövegét Lord Cheminot írta, az „Álmodozó hal” (szintén Lord Cheminot elveszett meséje) kísérőzenéje, és még néhány befejezetlen, kiadatlan műve.
E két utóbbi darabot többen (például Ornella Volta) elemezték úgy, hogy már csírája bennük volt annak a Claude Debussyvel való vetélkedésnek, amelyről az még tudomást sem vett, hiszen e művek kiadatlanok maradtak. Közben Debussy 1902-ben learatta első jelentős sikereit a „Pelléas et Mélisande”-dal, ami néhány évvel később elvezetett a „ki kinek előfutára” vitához, amelybe Maurice Ravel is belebonyolódott.
1905 októberében Satie beiratkozott Vincent d’Indy Schola Cantorum iskolájába, hogy kabarébeli munkája mellett a klasszikus ellenpontot tanulmányozza. Barátai éppúgy megdöbbentek, mint a Schola tanárai e döntésén – különösen d’Indy, aki Saint-Saëns csodálója volt. Satie e lépésének két oka lehetett: egyrészt elunta, hogy állandóan szemére vetik a művei harmonizációs hiányosságait (és ellenvetése sem igen lehetett, hiszen nem folytatott komolyzenei tanulmányokat), másrészt azon ideáján dolgozott, amely szerint a francia zene tipikus jellemzője a tisztaság, világosság, amely könnyebben megérthető a hagyományos harmóniai háttérismeretek megfelelő elmélyítésével. A Schola tanfolyamait öt éven át látogatta, és megbecsült diákként kapta első rész-diplomáját 1908-ban.
Néhány, iskolai gyakorlatként írt művét (például a „Désespoir agréable” címűt) halála után adták ki; de valószínűleg az „En Habit de Cheval” darabját tekintette a Schola-időszak csúcsának: „8 évi kemény munkájával elért új, modern fúga”-ként 1911-ben jelentette meg. 1911-ben „Trois Morceaux en forme de poire” címmel egy összefoglalását is publikálta az 1903 előtti legjobb darabjainak.
E kiadott válogatásokból tisztán látható, hogy nem is vetette el egészében a romantikát (és jeles képviselőit, például Wagnert), csak bizonyos vonásait: a legkonzekvensebben, első szerzeményeitől a legutolsókig elutasította a zenei (ki)fejlődés szorosan vett elméletét, a szonátaforma fejlődő részében a különböző témák párosítását; ez természetesen egészen röviddé teszi az ellenpontozásait, például az „új, modern fúgák” nem lépnek túl a témák bemutatásán. Szokásosan azt mondta, hogy a zeneszerző nem vehet el több időt a hallgatóságától, mint amennyi okvetlenül szükséges. Az akkoriban divatos melodráma („szövegmondás háttérzenére”) műfaját is sikeresen elkerülte, habár az 1913-as „Piège de Méduse” e műfaj abszurd paródiájának is tekinthető.
Közben más változások is történtek: tagja lett a radikális (szocialista) pártnak, Arcueilben közösségi feladatokat vállalt, például a „Patronage Laïque” gyermektámogató munkájában. Az öltözködése is „polgári funkcionárius” lett (keménykalap, esernyő stb.). Továbbá, a középkorias szektákhoz való visszatérés helyett egy új, sajátos titkos hobbit talált: egy irattartó szekrényben kitalált építményeket őrzött (a többsége fémből készült), amelyeket kártyalapocskákra rajzolt. A játék örömét fokozandó, esetenként a helyi újságokban hirdetéseket adott fel, hogy „kis ólomkastély eladó vagy kiadó”.

### A hullám meglovaglása

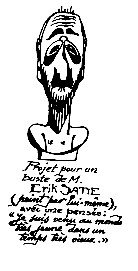
Önarcképe

Satie életének eseményei e ponttól felgyorsulnak. Először is, 1912-től kezdődően sikereket aratnak rövid, humoros zongoradarabjai, és a következő években sok ilyet szerez: a „Véritables Préludes flasques (pour un chien)”, a „Vieux sequins et vieilles cuirasses”, az „Embryons desséchés”, a „Descriptions Automatiques” és a Muzio Clementi-paródia, a „Sonatine Bureaucratique” mind e periódusától datálódnak. Ekkorra olyannyira szokásává vált a kottáinak bőséges kiegészítése szöveges megjegyzésekkel, hogy meg kellett tiltania ezek felolvasását művei előadása közben (nehogy melodráma legyen). Ekkoriban általában felhagyott az ütemjelek kiírásával is. Bizonyos értelemben e szerzemények emlékeztetnek Rossini utolsó éveiben írt, Péchés de Vieillesse néven összegyűjtött műveire. Rossini maga is írt rövid, humoros darabokat, mint például „Mon prélude hygiénique du matin”, és a kutyája születésnapjára évente írt egy hasonló kis szerzeményt. Bár Rossiniék exkluzív párizsi szalonjában ezeket előadták néhány évtizeddel korábban, szinte kizárt, hogy Satie tudhatott azokról saját szerzeményei megírásakor a huszadik század elején. Úgy tartják, Szergej Gyagilev fedezte fel Rossini e műveit 1918 körül Nápolyban, a La Boutique Fantasque színrevitele előtt közvetlenül, éppen amikor Satie felhagyott kottáinak vicces kommentezésével.
De Satie életében a felgyorsult események fő hajtóereje nem is az új zongoradarabjainak növekvő sikere volt, hanem Ravel, aki (vélhetően tudtán kívül) mozgásba hozott valamit, ami aztán Satie hátralévő éveinek egyik ismertetőjegye lett: részese lenni minden egyes progresszív mozgalomnak, amely Párizsban felbukkant az elkövetkező években. E mozgalmak viharos tempóban követték egymást; kétségtelenül Párizs volt a világ művészeti fővárosa ekkoriban, és a századforduló sokak képzeletét felgyújtotta.
1910-ben a Ravel köré szerveződött fiatal zenészek (a „Jeunes Ravêlites” csoport) kinyilvánították, hogy Satie korai munkái (a Schola-korszak előttiek) jobbak, így megerősítették azt a vélekedést, hogy Satie volt Debussy előfutára. Satie egy darabig elégedett volt, hogy életműveinek legalább egy darabja közfigyelmet kapott, de később ráeszmélt, hogy ez egyben a frissebb munkáinak figyelmen kívül hagyásával is járt, így a „Jeunes” helyett más fiatal művészek (Roland Manuel, később Georges Auric, majd Jean Cocteau) felé fordult a figyelme. Roland Manuel hatására ismét publikálni kezdi a gondolatait, az egykorinál sokkal gunyorosabb módon (például „Mémoires d'un amnésique” és „Cahiers d'un mammifère”).
Jean Cocteau közreműködésével (akit 1915-ben ismert meg) William Shakespeare „Szentivánéji álom”-jához készített kísérőzenét, amely „Cinq Grimaces”-ként maradt ránk. 1916-tól együtt dolgoztak a „Parade” című baletten, amelyet 1917-ben Szergej Gyagilev Orosz Balett társulata mutatott be, Pablo Picasso díszletével és kosztümeiben, Léonide Massine koreográfiájára. Picassón keresztül Satie más kubistákat is megismert, így Georges Braque-ot is, akivel együtt dolgozott több befejezetlen projekten.
Röviddel a „Parade” megírása után megalakította a „Nouveaux Jeunes” csoportot, amelynek Georges Auric, Louis Durey, Arthur Honegger és Germaine Tailleferre volt tagja, később csatlakozott hozzájuk Francis Poulenc és Darius Milhaud is. Satie 1918 szeptemberében – szinte minden magyarázat nélkül – kilépett a csoportból. Jean Cocteau a megmaradtakkal „Groupe des Six” néven fogott össze (Satie később együttműködött ezzel a csoporttal is, végül kapcsolata velük is megszakadt).
1919-től kapcsolatba került Tristan Tzarával, aki a dadaizmus elindítója volt. Összeismerkedett más dadaistákkal is, többek közt Francis Picabiával – aki később szürrealista lett –, André Derainnel, Marcel Duchamppal, Man Ray-vel. Ez utóbbival 1921-ben, a találkozásuk első napján elkészítették a világ első objet trouvé (ready-made) alkotását, amely nem más, mint egy vasaló, a talpához ragasztott szögekkel.  Satie hozzájárult az 1931-es Dadaista Kiáltványhoz is.
1922-re fiatal zeneművészekből (Henri Sauguet, Maxime Jacob, Roger Désormière és Henri Cliquet-Pleyel) kis csapat, az ún. „École d'Arcueil” (Arcueili Iskola) alakult ki körülötte. Picabiával együttműködve elkészítette a „Relâche” (Szünet) című balettjét, amelyet Rolf de Maré társulata, a Ballets Suédois mutatott be 1924. november 27-én. A balett szünetében mutatták be René Clair szürrealista filmjét, az Entr'acte-ot (Felvonásköz), amihez Satie írta a kísérőzenét.
Néhány adalék élete utolsó periódusához:
- 1911-től jó kapcsolatban volt Igor Stravinskyval, akiről cikkeket is írt.
- az 1913-as „Le Piège de Méduse” egyedülálló Satie életművében, abból a szempontból, hogy az egyetlen olyan alkotása, amelyet más művész közreműködése nélkül vitt színre.
- A „Sports et divertissements” bizonyos értelemben multimédia-projekt volt: Charles Martin rajzaihoz komponálta 1914-ben (első nyilvános előadása a 20-as évek elején volt).
- Bajba került egy sértő levelezőlap miatt, amelyet a „Parade” premierje után nem sokkal írt egy kritikusnak; egy hét elzárásra ítélték, de végül Winnaretta Singer, de Polignac hercegné közbenjárására elengedték. Singer – aki 50 felett tanult meg ógörögül – 1916 októberében megbízást adott Satie-nak egy Szókratészről szóló munkára, amit a „Vie de Socrate” címmel 1918 elején mutatott be a hercegnének.
- 1917 után 5 úgynevezett „bútor-zenét” (Musique d'ameublement) írt különböző alkalmakra.
- 1920-tól baráti viszonyban volt Gertrude Stein köreivel; többek közt ennek köszönhetőek a Vanity Fair magazinban megjelent írásai.
- 1922-től kezdődően több műve Étienne de Beaumont herceg támogatásával született:
  - a „La Statue retrouvée” vagy („Divertissement”) – egy újabb Satie-Cocteau-Picasso-Massine együttműködés
  - a „Ludions”, ami Léon-Paul Fargue nonszensz verseinek megzenésítése
  - a „Mercure”, amelynek alcíme („Poses plastiques”) azt sugallja, hogy inkább szánta az élőkép-műfaj megjelenítésének, mint valódi balettnak
- utolsó éveiben gyakran utazott; például 1924-ben Paul Collaer meghívására Belgiumba, vagy Monte-Carlóba egy közös mű bemutatójára.

### Epilógus: a szentély Arcueilben
Satie 1925-ös haláláig senki, de senki nem lépett be az Arcueil-beli szobájába ottlétének 27 éve alatt. A temetése után a barátai Tutankhamon fáraó sírja felnyitásához hasonlót élhettek át. Eltekintve a portól és pókhálóktól (amiből kiderült, hogy sosem használta zeneszerzésre a zongoráját), számos meglepő dolog került elő:
- hihetetlen számban esernyők, amelyek némelyikét sosem használta;
- egy Valadon-készítette arckép;
- a Valadon-korszak szerelmeslevelei és rajzai;
- középkori épületeket ábrázoló rajzgyűjteménye;
- levelek és emléktárgyak különböző korszakaiból, így például hét bársonyöltöny a „bársonyos úriember” periódusból.

És persze – ez a legfontosabb – számos sosem hallott vagy elveszettnek hitt szerzeményre bukkantak mindenhol: a zongora mögött, a zakózsebekben… Ezek között volt a „Vexations”, a „Geneviève de Brabant”, továbbá befejezetlen vagy kiadatlan színpadi művek, mint az „Ábrándos hal”, sok gyakorló feladat a Schola Cantorum idejéből, sose látott „kutyás” zongoradarabok, sok cím nélküli zongoramű, amelyeket később „Gnossiennes”, „Pièces Froides”, „Enfantines” és „bútor-zene” címmel publikáltak.

## Főbb művei[1]
- 1900 – Jack in the box (pantomim + zongora)
- 1911 – En habit de cheval (szvit)
- 1916 – Parade (egyfelvonásos balett)
- 1920 – La belle excentrique (szvit)
- 1920 – Musique d'ameublement (3 kl., harsona, zg.)

Zongoraművek:
- 1884 – Allegro
- 1885 – Valse-ballet
- 1885 – Fantaisie-valse
- 1886 – Ogives
- 1887 – 3 sarabande
- 1888 – 3 gymnopédies (Az elsőt és a harmadikat átírta Debussy 1897-ben zenekarra)
- 1893 – 4 preludes
- 1893–95 – Pages mystiques (állandó ismétléssel kell játszani)
- 1919 – 5 Nocturnes
- 1908–12 – Apercus désaréables 4kezes

## Magyarul
- Egy ütődött (én) megfigyelései; ford., előszó Várkonyi Benedek; Typotex, Bp., 2011 (Claves ad musicam)